# Laut & leise
Laut & leise ist das 20. Studioalbum des deutschen Pop-Rock-Musikers Peter Maffay aus dem Jahr 2005.

## Entstehung und Veröffentlichung
Die Erstveröffentlichung von Laut & leise erfolgte am 31. Januar 2005 bei Ariola. Es handelt sich um ein Doppelalbum, dessen erste CD den Namen „laut“ und zweite CD den Namen „leise“ trägt. Das Album erschien in seiner Originalausführung als CD (Katalognummer: 82876658462) und LP (Katalognummer: 82876 658461) mit 19 Titeln. Am gleichen Tag erschien auch eine Deluxeversion als DualDisc (Katalognummer: 82876 719642) mit zwei Bonus-DVD, die alle Titel nochmal als „Enhanced-Stereo“-Versionen beinhalten sowie die „Unplugged Session @ AOL“.
Die Kompositionen und Texte entstammen von Peter Maffay (1-5,7,9,2.2,2.3,2.9), Lukas Hilbert (1-3,5-7,9,2.1,2.3-2.5,2.8,2.9), Sissi Perlinger (1), Leslie Mandoki (4,2.6,2.8), Pascal Kravetz (6,2.5), Klaus Hirschburger (7,2.4), Kader Kesek (8), Kaneshka Musleh (8), Götz von Sydow (2.1), Rea Garvey (2.1), Steffen Britzke (2.1), Julia Neigel (2.1), Stephan Weidner (2.2), Carl Carlton (2.6,2.7), Bertram Engel (2.6,2.7), Franco Parisi (2.7), Gregor Rottschalk (2.8) und Laszlo Bencker (2.8). Für die Produktion aller Lieder zeichneten zusammen Lukas Hilbert und Peter Maffay verantwortlich.

## Inhalt und Stil
Bei Laut & leise handelt es sich stilistisch um ein Pop-Rock-Album. Inhaltlich behandelt das Album überwiegend Lieder, die sich mit dem Thema Liebe auseinandersetzen.

## Titelliste
CD 1: Laut
1. Der Kreis – 5:21
2. Hoch und höher – 4:01
3. Erkennst Du dich wieder – 3:26
4. Weck mich nicht auf – 4:17
5. Die Hölle Ist Hier – 4:05
6. Das geht tief – 4:57
7. Wie kannst du schlafen – 3:58
8. Glaub an mich – 4:12
9. Ja, ich will – 5:04

CD 2: Leise
1. Gib die Liebe nicht auf – 5:00
2. Früher, später – 4:50
3. Halt dich an mir fest – 4:37
4. Lebenswert – 4:14
5. Mit dir – 4:09
6. Die Ruhe vor dem Sturm – 5:46
7. Ich werd dich begleiten – 3:17
8. Wer schenkt uns ein Wunder – 3:51
9. Die Antwort – 5:56

DualDisc
1. Laut & Leise Open Air Tour 2005 – Hinter den Kulissen [DVD-Seite] – 11:51 (DualDisc 1)
2. Halt dich an mir fest [Laut Remix 2005] [DVD Seite] – 5:19 (DualDisc 2)
3. Gib die Liebe nicht auf [Live, Unplugged Sessions @ Aol, 2005] [DVD Seite] – 5:19
4. Glaub an mich [Live, Unplugged Sessions @ Aol, 2005] [DVD Seite] – 4:40
5. Ich werd dich begleiten [Live, Unplugged Sessions @ Aol, 2005] [DVD Seite] – 3:30
6. Halt dich an mir fest [Live, Unplugged Sessions @ Aol, 2005] [DVD Seite] – 4:50

## Mitwirkende (Auswahl)
- Carl Carlton (Gitarre)
- Hermina Csuka (Geige)
- Bertram Engel (Schlagzeug, Perkussion)
- Peter Keller (E-Gitarre)
- Nadja Kosynska (klassische Gitarre)
- Jean-Jacques Kravetz (Keyboard, Piano)
- Pascal Kravetz (Gitarre, Keyboard)
- Hagen Kuhr (Cello)
- Peter Maffay (Gesang, Gitarre)
- Etta Scollo (Begleitgesang)
- Ken Taylor (Bass)

## Kommerzieller Erfolg

### Chartplatzierungen
| ChartsChartplatzierungen | Höchstplatzierung | Wochen |
| ------------------------ | ----------------- | ------ |
| Deutschland (GfK)        | 1 (42 Wo.)        | 42     |
| Österreich (Ö3)          | 47 (4 Wo.)        | 4      |
| Schweiz (IFPI)           | 12 (8 Wo.)        | 8      |

| ChartsJahrescharts (2005) | Platzierung |
| ------------------------- | ----------- |
| Deutschland (GfK)         | 10          |

### Auszeichnungen für Musikverkäufe
| Land/Region        | Auszeichnungen für Musikverkäufe (Land/Region, Auszeichnung, Verkäufe) | Verkäufe |
| ------------------ | ---------------------------------------------------------------------- | -------- |
| Deutschland (BVMI) | 2× Platin                                                              | 400.000  |
| Insgesamt          | 2× Platin ·                                                            | 400.000  |